# Erinus alpinus
Siempreniña   (Erinus alpinus) es una especie de la familia de las escrofulariáceas.

## Descripción
Planta vivaz y herbácea de hasta 20 cm de altura, rastrera, ramificada y cespitosa cubierta de pelosidad algo viscosa. Hojas basales en roseta; las del tallo alternas, dentadas, pecioladas y lanceoladas. Flores en racimos terminales, pequeñas, con corola generalmente rosada o purpúrea, tubular y pentalobulada. 4 estambres. Cáliz con 5 lóbulos vellosos. Florece de primavera a otoño.

## Hábitat
Roquedos calizos de montaña, gleras y praderas pedregosas; también naturalizada en muros.

## Distribución
España, Francia, Suiza, Austria, Italia. Introducida en Gran Bretaña e Irlanda.